# Смирнов, Юрий Васильевич (Герой Советского Союза)
Ю́рий Васи́льевич Смирно́в (2 сентября 1925, Дешуково, Макарьевский район — 25 июня 1944, Шалашино, Пироговский сельсовет) — участник Великой Отечественной войны, гвардии красноармеец, стрелок 1-й стрелковой роты 77-го гвардейского стрелкового полка. Герой Советского Союза (1944).

## Биография
Родился 2 сентября 1925 года в деревне Дешуково в семье рабочего.
После окончания средней школы и ремесленного училища работал сварщиком на автозаводе в Горьком (ныне Нижний Новгород).
Участник Великой Отечественной войны с января 1943 года. Воевал в составе 77-го гвардейского стрелкового полка 26-й гвардейской стрелковой дивизии 11-й гвардейской армии Белорусского фронта.
В ходе Витебско-Оршанской операции, в ночь на 24 июня 1944 года Юрий Смирнов участвовал в ночном танковом десанте, прорывавшем оборону противника на оршанском направлении. В бою за деревню Шалашино (Витебская область) был тяжело ранен и захвачен противником в плен. 25 июня немцы после жестоких пыток распяли Смирнова на стене блиндажа, исколов его тело штыками.
Выписка из протокола допроса пленного генерал-лейтенанта Ганса фон Траута, бывшего командира 78-й штурмовой дивизии:

… Моя дивизия занимала оборону южнее Орши, западнее села Шалашино. Перед полуночью мне доложили о прорвавшейся группе советских танков. Я немедленно выслал несколько групп автоматчиков с приказом взять пленного. Через некоторое время в мой штабной блиндаж доставили десантника, он был ранен.

Вопрос: Этим десантником был гвардии рядовой Юрий Смирнов?

Ответ: Да, его фамилия была Смирнов.

Вопрос: Сколько времени продолжался допрос?

Ответ: До утра. До того времени, когда мне доложили, что танковый десант перерезал шоссе Минск — Москва, командир 256 пехотной дивизии барон Вьюстенгаген убит, его дивизия разбита, а остатки сдаются в плен.

Вопрос: Что вы узнали из допроса?

Ответ: Ничего. Русский солдат ничего не сказал. Мы возлагали на допрос большие надежды, если бы узнали, куда идут танки и сколько их, мы бы организовали отпор. Мы бы спасли важную стратегическую магистраль Орша — Минск, и кто знает, как бы повернулась Оршанская операция, во всяком случае, я не был бы военнопленным.

Вопрос: Что стало с Юрием Смирновым?

Ответ: Во время допроса он умер.

Вопрос: Какими методами пользовались вы при допросе?

Ответ: Я отказываюсь отвечать на этот вопрос.
— Биография Ю. В. Смирнова на сайте города Мантурово.
Гвардии красноармеец Юрий Смирнов погиб смертью героя, до последней минуты жизни оставаясь верным солдатскому долгу и военной присяге в 1944 году. Его подвиг служит примером солдатской доблести, беззаветной верности Родине.
Похоронен в городском посёлке Ореховск Витебской области Белоруссии. Могила Героя Советского Союза Ю. В. Смирнова —  Историко-культурная ценность Республики Беларусь, .

## Награды и звания
Указом Президиума Верховного Совета СССР от 6 октября 1944 года за образцовое выполнение боевых заданий командования на фронте борьбы с немецко-фашистским захватчиками и проявленные при этом мужество и героизм гвардии младшему сержанту Смирнову Юрию Васильевичу посмертно присвоено звание Героя Советского Союза.
Награждён орденами Ленина и Отечественной войны I степени.

## Память

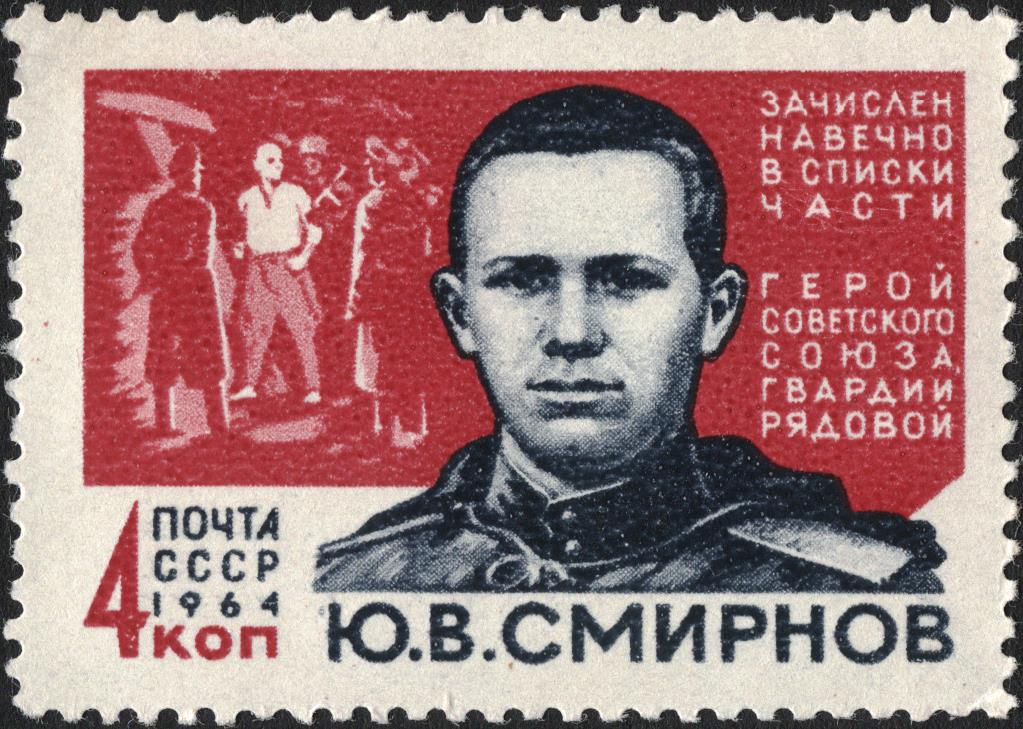
Почтовая марка СССР, 1964 год

Именем названы улицы в Нижнем Новгороде (Героя Юрия Смирнова), Чебоксарах, Борзе, Костроме, Макарьеве (где он жил, дом до сих пор стоит на этой улице), Кривом Роге, Перми, Липецке, Кадоме, Иркутске, Гусеве, Минске, Орше, Кинешма, Новосибирске, Красноярске, Кемерово, Артём.

### Организации, учреждения
- Имя Юрия Смирнова носит сельскохозяйственный филиал ОАО «Оршанский комбинат хлебопродуктов».
- Имя Ю. В. Смирнова присвоено ГУО «Ореховская средняя школа» в г. п. Ореховск Оршанского района Витебской области Белоруссии[5]. Одна из школьных экспозиций посвящена Ю. В. Смирнову.
- В 2022 году имя Ю. В. Смирнова присвоено средней школе в городе Дубровно Витебской области Республики Беларусь[6]. Одна из экспозиций в школьном музее посвящена Герою. На здании школы установлена мемориальная доска в честь Ю. В. Смирнова.

### Памятник, скульптура

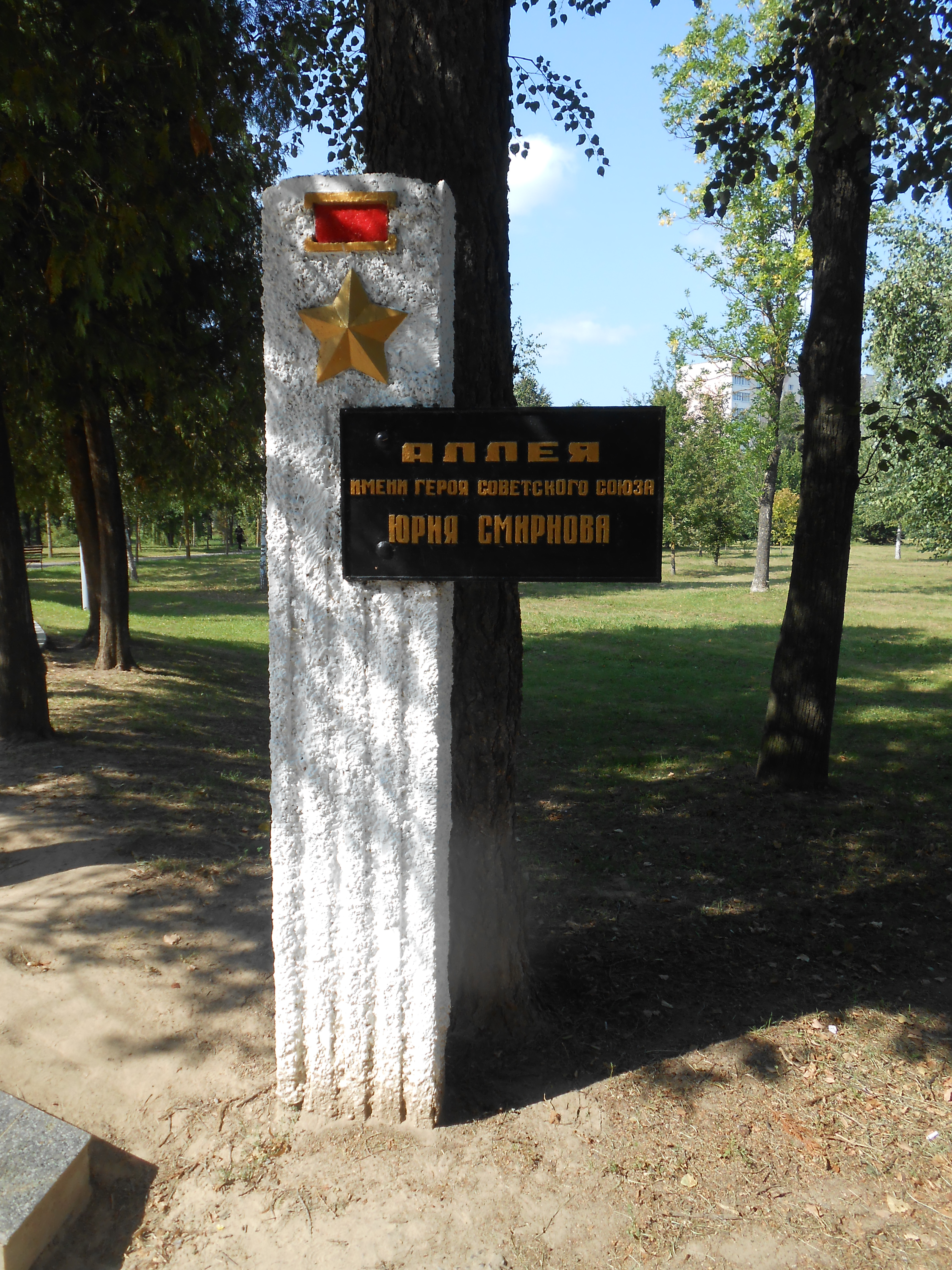
Аллея Юрия Смирнова в Парке Героев в Орше.

- В 1973 году был введён Мемориальный комплекс «Рыленки» около д. Рыленки в Дубровенском районе Витебской области Белоруссии, где Ю. В. Смирнову посвящена одна из композиций.
- Мемориальная стела в память рядового Юрия Смирнова стоит на территории деревни Клещёвка Шуйского района Ивановской области (вместе с двумя обелисками с именами погибших в годы Войны жителей села).
- В деревне Шалашино Дубровенского района на месте гибели Ю. В. Смирнова установлен памятник. Памятники также установлены в Орше, в д. Берестёново Оршанского района, в г. п. Ореховск Оршанского района[7], деревне Буда Дубровенского района.

### Иное
- Приказом Министра обороны СССР гвардии младший сержант Юрий Смирнов навечно зачислен в списки 1-й роты 77-го гвардейского стрелкового полка Вильнюс, в котором служил.
- Именем Юрия Смирнова названы судно морского флота СССР, школы в разных городах (улица имени Ю. Смирнова и Лицей № 89 в Кемерово, МБОУ СОШ № 2 имени Ю. Смирнова в г. Лысково, Нижегородская область).
- Имя Юрия Смирнова носит пионерская дружина ОО «БРПО» средней школы № 3 города Лепеля Витебской области[8]. Одна из школьных экспозиций посвящена Ю. В. Смирнову.